# آتشفشان چینگو
آتشفشان چینگو یا وُلکان چینگو (به اسپانیایی: Volcán Chingo) آتشفشان چینه‌ای متقارنی به ارتفاع ۱۷۷۵ متر در مرز دو کشور گواتمالا و ال سالوادور در آمریکای مرکزی است. دهانه آتشفشانی کم‌عمق و بیضی‌شکلی در دامنهٔ غربی کوه وجود دارد با این‌حال هیچ‌گونه تاریخچه‌ای دربارهٔ فوران‌های این کوه وجود نداشته و تاریخ آخرین فوران آن نیز نامشخص است.
در دو طرف آتشفشان چینگو و به‌موازات گسلی شمالی-جنوبی، دیگر آتشفشان‌های کوچک چینه‌ای و مخروط‌های خاکستر قرار دارند. مخروط‌های جوانی همچون سِرُو دِه اویا در امتداد مرز ال سالوادور در جنوب واقع شده‌اند و در بخش شمالی در گواتمالا، مخروط خاکستر وُلکان لاس ویبوراس قرار دارد که دهانهٔ آتشفشان سپری بازالتی‌ای را پوشانده و برجسته‌ترین مخروط از میان دیگر مخروط‌های گسل‌کنترل در نزدیکی دریاچهٔ آتسکا تمپو به‌شمار می‌رود.
شکاف‌های موجود در دامنه‌ها به‌ویژه در دامنهٔ غربی چینگو و دامنهٔ شمالی ولکان لاس ویبوراس جریان‌های جوانی از گدازه را تغذیه می‌کنند.